# Villaldemiro
Villaldemiro – gmina w Hiszpanii, w prowincji Burgos, w Kastylii i León, o powierzchni 13,43 km². W 2011 roku gmina liczyła 76 mieszkańców.